# Zemelj
Zemelj je naselje v Občini Metlika.